# Valcalepio
La Valcalepio (in bergamasco Àl Calèpe) è una fascia collinare pedemontana situata nella parte orientale della Provincia di Bergamo e a sud del Lago d'Iseo, compresa fra il fiume Cherio ed il fiume Oglio. Compongono questa zona collinare 9 comuni, 4 dei quali fanno parte della Comunità montana dei Laghi Bergamaschi.

## Storia
Dal greco Kalos-Epias, che sta indicare "Terra buona, terra dolce", sembrerebbe l'origine del nome di questa zona collinare.
Un terreno fertile favorito anche dal clima particolarmente mite, grazie alla vicinanza del lago.

## Geologia
La fascia geologica principale è il Flysch Lombardo, e le sue formazioni presenti in questa zona sono le Radiolariti, il Sass de la Luna tipico (o Pietra di Luna) e il Sass de la Luna calcareo, le torbiditi sottili, le peliti nere superiori, le peliti rosse, l'arenaria di Sarnico, la pietra di Credaro, il Frangipan e terreni alluvionali.
La genesi delle rocce madri delle colline bergamasche avviene nel periodo Cretacico dell'era Mesozioica; dalle rocce madri hanno avuto origine i terreni che sono prevalentemente di tipo eluviale, sono quindi terreni rimasti sulla roccia da cui provengono ed a questa restano fortemente legati in 8 termini di ripartizione minerale; fanno eccezione alcune zone sulle sponde dell'Oglio e nella zona di Chiuduno di tipo alluvionale.
In linea generale è possibile affermare che nell'area collinare a nord-ovest della città di Bergamo, prevalgano terreni di tipo scisto-argilloso, mentre lungo la fascia collinare ad oriente fino al lago di Iseo si susseguono diverse formazioni con prevalenti caratteristiche argillo-calcaree.

## Economia
Buona terra e clima mite sono ingredienti indispensabili per la produzione vinicola, tanto che il vino locale, verso la fine degli anni sessanta, ha segnato la rinascita della produzione vinicola bergamasca, ottenendo la protezione con la DOC Valcalepio (nelle sue varianti bianco, rosso, Moscato Passito e rosso riserva).
Un'altra attività in crescita è l'olivicoltura che, anche grazie alla denominazione dell'olio Laghi Lombardi, sta diventando rilevante per l'economia del territorio.

## Comuni della Valcalepio
- Carobbio degli Angeli
- Castelli Calepio
- Chiuduno
- Credaro
- Foresto Sparso
- Gandosso
- Gorlago
- Grumello del Monte
- Villongo

I comuni di Credaro, Foresto Sparso, Gandosso e Villongo appartengono alla Comunità montana dei Laghi Bergamaschi.